# 李承尹
李承尹 ，字任伯，号葆庵，陕西西安府三原县人。清朝政治人物。
崇禎十二年己卯科举人，十六年（1643年）癸未科進士。明亡仕清，順治三年（1646年），授吴江县知县，入为兵部主事，改任湖广按察司佥事。順治六年七月任湖北学政，督学三楚，饮冰以拔真才。备兵沔上，尤多惠政。沔故有岁纳官柴，后业户逃窜，遗患比邻。判田归里，永蠲其征。城东有莲池，旧纳鱼课，遗累网户，立碑蠲税，一方以甯。十六年四月，自荆南道佥事调任江南布政司参议漕储道，后致仕归里，侯唐从学举业，逐获联捷。清操硕学，邑人重之。

## 引用
1. ↑  乾隆《三原縣志·卷七·選舉》：（崇禎）己卯科……李承尹，官階見進士。
2. ↑  乾隆《三原縣志·卷九·人物》：李承尹，《通志》（云）字任伯，崇正癸未進士，督學三楚，飲氷以拔真才備兵沔上，尤多惠政。沔故有歲納官柴，後業戶流竄遺患北鄰，承尹判田還里，永蠲其征 。城東有蓮池，舊納魚課，遺累網戶，承尹立碑蠲稅，一方以寧。里居時侯于唐方為諸生，從授舉業三年，承尹曰：「可矣。」果聯翩起。清摻碩學，邑人重之。